# Tempête tropicale Alberto (2006)
Pour les articles homonymes, voir Cyclone tropical Alberto.
La tempête tropicale Alberto est la première de la saison cyclonique 2006 pour le bassin de l'océan Atlantique. Le nom Alberto avait déjà été utilisé en 1982, 1988, 1994 et 2000.

## Chronologie
Dans la première semaine de juin 2006, une onde tropicale a lentement progressé dans la mer des Caraïbes. Au-dessus de l'Amérique centrale et du nord-ouest de la mer des Caraïbes était placée une zone perturbée. Le 8 juin, la rencontre entre l'onde et la perturbation provoqua l'intensification de l'activité orageuse et son organisation en perturbation tropicale entre la péninsule du Yucatán et Cuba. Le 10 juin, vers 6h00 UTC, on découvrit une circulation cyclonique de surface, faisant du système une dépression tropicale. À ce moment, TD-1 était centrée à près de 225 kilomètres à l'extrême sud-ouest de Cuba.
TD-1 se déplaça lentement vers le nord-ouest vers une zone à forts vents cisaillants, de sorte que le centre cyclonique fut déplacé vers le sud-ouest de la zone la plus perturbée. Malgré des conditions défavorables, sur la moitié est du cyclone tropical, les vents s'intensifièrent. Le 11 juin, vers 0 h UTC, TD-1 était devenu à coup sûr une tempête tropicale. On la baptisa Alberto.
Après avoir atteint le sud-ouest du golfe du Mexique, elle s'intensifia, se déplaçant lentement vers le nord-ouest, puis le nord-est. Après un court épisode d'intensification à la fin duquel il atteignit presque la force ouragan, elle faiblit et toucha terre dans le nord-ouest de la Floride. Elle traversa le sud-est des États-Unis en faiblissant. Le 14 juin, à 9 h UTC, Alberto faiblit en dépression tropicale.